# Platyallabes tihoni
Platyallabes tihoni är en fiskart som först beskrevs av Poll, 1944.  Platyallabes tihoni ingår i släktet Platyallabes och familjen Clariidae. IUCN kategoriserar arten globalt som livskraftig. Inga underarter finns listade i Catalogue of Life.